# 장승준
장승준(張升準, 1981년 6월 13일~)은 대한민국의 언론인이자 경영인이다. 현재 매경미디어그룹 부회장 · 매일경제 대표이사 겸 발행인이다. 

## 생애
1981년 6월 13일 장대환 매경미디어그룹 회장의 장남으로 태어났다.
미국 미시간대학교에서 경제학 학사 학위를, 뉴욕대학교에서 경제학 석사 학위를 받았다.
2007년 매일경제신문 경영기획실에 입사하면서 본격적으로 신문 및 방송경영을 배우기 시작했고, 이후 매일경제, 매일방송 내에서 신문기획, 기획이사, 상무이사, 전무이사, 부사장, 사장 등을 역임하며 승진했다. 
2019년에는 세계경제포럼(WEF)의 ‘2019 차세대 리더(YGL, Young Global Leader)’ 127명 중 1인에 선정되었다. 2023년 2월 한국신문협회 부회장으로 선임되었다. 

## 학력
- 현대고등학교 졸업
- 미시간대학교(University of Michigan, Ann Arbor) 경제학과 졸업
- 뉴욕대학교(New York University) 경제학과 석사 졸업

## 경력
- 2007.05 매일경제신문 경영기획실 연구원
- 2010.11 매일경제 신문기획, 매일방송 기획담당 이사
- 2012.01 매일경제 상무이사
- 2012.10 매일경제 기획담당 전무이사
- 2014.02 매일경제 · 매일방송 부사장
- 2015.10 매일방송 사장
- 2016.09~2020.10 매일방송 대표이사 사장
- 2020.10~2021.12 매일경제 대표이사 사장, 매일경제신문 발행인
- 2022.01~(現) 매경미디어그룹 부회장 · 매일경제 대표이사 겸 발행인